# Palavakkam
Palavakkam é uma vila no distrito de Kancheepuram, no estado indiano de Tamil Nadu.
Está localizada cerca de 6 km ao sul de Adyar.

## Demografia
Segundo o censo de 2001,  Palavakkam  tinha uma população de 14 369 habitantes. Os indivíduos do sexo masculino constituem 51% da população e os do sexo feminino 49%. Palavakkam tem uma taxa de literacia de 74%, superior à média nacional de 59.5%: a literacia no sexo masculino é de 78% e no sexo feminino é de 68%. Em Palavakkam, 12% da população está abaixo dos 6 anos de idade.